# William Hallock Park
William Hallock Park (30 dicembre 1863 – 6 aprile 1939) è stato un batteriologo statunitense.
Dal 1893 al 1936 è stato direttore di laboratorio della Divisione di Patologia, Batteriologia e Disinfezione del New York City Board of Health.

## Biografia
Nel giugno 1883, conseguì il diploma di Bachelor of Arts al City College di New York e si iscrisse alla facoltà di Medicina della Columbia University. Si laureò nel 1886 e iniziò la sua attività al St. Luke's–Roosevelt Hospital Center. In seguito studiò a Vienna e nel 1890 tornò in USA per lavorare sulla batteriologia della difterite con il Dr. Prudden.
Nel 1893 il Dr. Hermann Biggs, Professore di Batteriologia alla New York University e Ispettore Capo del New York City Board of Health, offrì a Park la carica di direttore dei laboratori per continuare i suoi lavori sulla difterite.
Nel 1894, Biggs telegrafò a Park la notizia della scoperta dell’antitossina della difterite fatta da Émile Roux e Emil Adolf von Behring e gli chiese di cominciare a sviluppare un’antitossina attraverso l’inoculo in cavalli. Insieme con la dottoressa Anna Wessels Williams scoprì una specie atipica del Corynebacterium diphtheriae che fu chiamata Park-Williams.
Punti salienti della carriera di Park furono: la creazione del primo laboratorio municipale di diagnosi batteriologica in USA, l’applicazione di vaccini per prevenire la difterite, la dimostrazione della persistenza del Corynebacterium diphtheriae nella gola di persone guarite dalla difterite e della sua importanza nel contagio della difterite.
Nel 1932 fu insignito della Medaglia della Salute Pubblica da parte della National Academy of Sciences e della Medaglia Sedgwick da parte dell'American Public Health Association.